# گورستان شهردراز ۱
گورستان شهردراز ۱ مربوط به هزاره سوم و ۲ قم است و در شهرستان ایرانشهر، بخش مرکزی، دهستان حومه، شرق روستای شهر دراز واقع شده و این اثر در تاریخ ۱۵ اسفند ۱۳۸۵ با شمارهٔ ثبت ۱۷۹۵۰ به‌عنوان یکی از آثار ملی ایران به ثبت رسیده است.